# Петрик Михайло Романович
Петрик Михайло Романович (нар. 6 грудня 1959, с. Ласківці Теребовлянського району Тернопільської області, Україна) — український вчений у галузі математематичного моделювання, краєзнавець. Доктор фізико-математичних наук (2013), професор, академік Академії наук технологічної кібернетики України (2002), член-кореспондент Міжнародної Академії комп'ютерних наук (1993). Член НТШ (1996). Завідувач кафедри програмної інженерії Тернопільського національного технічного університету імені Івана Пулюя. Кавалер ордену Академічних Пальм (2010, державна нагорода Франції), лауреат Державної премії України в галузі науки і техніки (2019).

## Життєпис
Закінчив Чернівецький університет (1982, нині національний університет).
Науковий працівник НДІ «Компресормаш» у м. Суми (1982—1988), старший науковий співробітник, завідувач науково-дослідного відділення систематичних досліджень проблем ресурсозбереження Чернівецького університету (1988—1990), заступник директора з наукової роботи Українського інженерного центру екології і ресурсозбереження Міносвіти України у м. Чернівці (1991—1994), доцент кафедри математичного моделювання у Чернівецькому університеті.
Від 1994 — доцент Тернопільського приладобудівного інституту (нині ТНТУ).
Керівник досліджень лабораторії математичного моделювання масопереносу в неоднорідних і напористих середовищах відповідної українсько-французької програми спільно з командою професора Ж. Фресара Університету П'єра і Марії Кюрі Сорбона Париж 6 та Вищої Школи Індустріальних Фізики І Хімії Парижу ESPCI Paris Tech. Очолює Центр франко-української наукової кооперації і підготовки персоналу при цьому ВНЗ.  З 2009 - завідувач кафедри програмної інженерії Тернопільського національного технічного університету імені Івана Пулюя. Стипендіат французького уряду. Отримав низку міжнародних наукових грантів, зокрема, стипендію SCHN  для науковців високого рівня.  Був  учасником низки  міжнародних проектів, зокрема  співкерівником українсько-французького проекту PHC  Юбера Кюр'єна (2013-2014) Програми спільних дій між Україною і Францією в галузі науково-технологічної кооперації "Дніпро".
Співініціатор створення технічного університету. Організатор і керівник наукової конференції, присвяченої 175-річчю Ласковецької СШ (2001, Ласківці).

## Доробок
Автор понад 150 наукових праць, у тому числі 6 монографій; численних публікацій про національне та інтелектуальне відродження України.
Основні  публікації:
1. Petryk M., Khimitch A., Petryk M.M., Fraissard J. Experimental and computer simulation studies of dehydration on microporous adsorbent of natural gas used as motor fuel. Fuel. Vol. 239, 1324–1330 (2019) (Quartile 1, impact factor 5.03)
2. Boyko I., Petryk M., Fraissard J. Spectrum and normalized modes of acoustic phonons in multilayer nitride-based nanostructure. Europien Physical Journal B. Vol. 93, Article number : 57 (2020)  DOI https://doi.org/10.1140/epjb/e2020-100597-x
3. Petryk M.,  Leclerc S., Canet D., Sergienko I., Deineka V., Fraissard J.Competitive Diffusion of Gases in a Zeolite Bed: NMR and Slice Selection Procedure, Modelling and Parameter Identification.. The Journal of Physical  Chemistry C.  ACS (USA). (2015).  Vol. 119.  Issue 47. P. 26519–26525. (Quartile 1, if 4.772)
4. Boyko V., Petryk M., Fraissard J.   Acoustic phonons in multilayer nitride-based AlN/GaN resonant tunneling structures. Nano Express Bristol.  IOPScience (UK). Vol.1, Number 1, 010009.1-14 (2020)    DOI https://doi.org/10.1088/2632-959X/ab7cb2
5. Sergienko. I.V., Petryk M.R, Leclerc S., Fraissard J.  Highly Efficient Methods of the Identification of Competitive Diffusion Parameters in Inhomogeneous Media of Nanoporous Particles. Cybernetics and Systems Analysis. Springer. ( 2015). Volume 51. Issue 4.  P. 529-546.
6. Petryk M., Khimitch A., Petryk M.M.. Simulation of Adsorption and Desorption of Hydrocarbons in Nanoporous Catalysts of Neutralization Systems of Exhaust Gases Using Nonlinear Langmuir Isotherm. Journal of Automation and Information Sciences. Vol. 50, Issue 10, 18-33 (2018)
7. Petryk M., Khimitch A., Petryk M.M., Fraissard J. Modeling of Heat and Mass Transfer, Adsorption and Desorption of Hydrocarbons in Nanoporous Zeolite- Catalisators of Neutralizing Systems of Exhaust Gases. Journal of Automation and Information Sciences, Vol. 50, Issue 4, 1-12 (2018)
8. Petryk M. High Velocity Identification Methods of the Model Parameters of Filtration-Consolidation of Compressible Media of Moisture-Saturated Micro-Porous Particles. Journal of Automation and Information Sciences. Vol. 48. Issue 1,  69-83 (2016)
9. Petryk M. Retrospective Identification Problemin Integrated Form from Systems of Filtration-Consilidation of Compressible Media of Liquid Contained Microporous Particles. Journal of Automation and Information Sciences.  Vol. 48. Issue 8, 1-14 (2016).
10. Petryk M., Vorobiev E. Numerical and Analytical Modeling of Solid-Liquid Expression from Soft Plant Materials.  AIChE Journal. Wiley. Volume 59, Issue 12, 4762–4771 (2013) (Quartile 1, if  2.95,)
11. Petryk M., Leclerc S., Canet D., Fraissard J. Modeling of gas transport in a microporous solid using a sclice selection procedure: Application to the diffusion of benzene in ZSM5. Catalysis Today. Elsevier B.V. Vol. 139, Issue 3, 234-240 (2008)  (Quartile 1, if  3.89)
12. Petryk M., Vorobiev E. Liquid Flowing from Porous particles During the Pressing of Biological Materials. Computer and Chemical Engineering. Vol. 31, Issue 10, 1336-1345. (2007) (Quartile 1, if  2.75)
13. Leclerc S., Petryk M., Canet D., Fraissard J. Competitive diffusion of gases in a zeolite using proton NMR and a slice selection procedure. Catalysis Today. Volume 187, Issue 1, 104-107  (2012) (Quartile 1,  if  3.99)
14. Дейнека В.С., Петрик М.Р. Функціональна ідентифікація градієнтними методами та інтегральними перетвореннями. Доповіді НАН України.  №12.  2013, С. 45-51.  
15. Deineka V.S., Petryk M.R., Fraissard J. Identifying kinetic parameters of mass transfer in components of multicomponent heterogeneous nanoporous media of a competitive diffusion system. Cybernetics and System Analysis, Springer New York, Vol. 47, Number 5, (2012). 
16. Petryk M. Parameter Identification of  Competitive Diffusion of Nanoporous Particles Media Using Gradient Method and the Heviside’s Operational Method. Radioelectronics & Informatics Journal. 2 Volume  68. Issue 1,  30–36 (2015).
17. Petryk M, Boyko V., Petryk M.M., Mudryk I., Fraissard J, Modeling of adsorption and desorption of hydrocarbons in nanoporous catalytic zeolite media using nonlinear Langmuir isotherm. Proceedings of SPIE - The International Society for Optical Engineering. Vol. . 11369, 113691L-1-12-10 (2019)
18. V. Boyko, M.R. Petryk. Shear Acoustic Phonons in Multilayer Arsenide Semiconductor Nanostructures. Journal o fNano- and Electronic Physics, 11, Number 1, 010119 (2019)
19.  Petryk M., Leclerc S., Canet D., Fraissard J. Mathematical modeling and visualization of gas transport in a zeolite bed using a slice selection procedure.  Diffusion Fundamentals, Volume 4. 11.1-11.23 (2007)
20.  Deineka V., Petryk M., Mykhalyk D. Identification of Kinetic Parameters of One-Component Adsorptive Mass Transfer in Microporous Catalytic Media. Journal of Automation and Information Sciences. Vol. 43, Issue 3, 9-23 (2011).
21. Petryk M., Fraissard J. Mathematical modeling and visualization of Multilevel Mass Transfer System in Heterogeneous Ctalityc Media of Nanoporous Particles. Journal of Automation and Information Sciences. Vol. 40, Issue 10, 1-21 (2008). 
22. Deineka V.S., Petryk M., Mykhalyk D. Functional Identification of Intraparticle Diffusion Coefficients in Inhomogeneous Layer of Nanoporous Particles. Journal of Automation and Information Sciences. Vol. 44, Issue 2, 1-14 (2012)
23. V. Boyko, M.R. Petryk. Shear Acoustic Phonons in Multilayer Arsenide Semiconductor Nanostructures. Journal ofNano- and Electronic Physics, 11, No 1, 010119 (2019)
24. Deineka V.S., Petryk M.R., Fraissard J. Identifying kinetic parameters of mass transfer in components of multicomponent heterogeneous nanoporous media of a competitive diffusion system. Cybernetics and System Analysis. Vol. 47, Number 5, (2011). 
25. Petryk M., Fraissard J. Mathematical Modeling of Nonlinear Competitive Two-Component Diffusion in Media of Nanoporous Particles. Journal of Automation and Information Sciences. Vol. 41, Issue 3, 37-55 (2009).
26. Petryk M., Fraissard J., Mykhalyk D. Modeling and Analysis of Concentration Fields of Nonlinear Competitive Two-Component Diffusion in Medium of Nanoporous Particles. Journal of Automation and Information Sciences. Vol. 41, Issue 8, 13-23 (2009).
27. Petryk M, Boyko V. Electron scattering on acoustic phonons in plane semiconductor GaN/AlN nanostructures  Proceedings of SPIE - The International Society for Optical Engineering. Vol. . 11369, 1136915-1-10 (2019) 
Монографії:
1. Хіміч О.М., Петрик М.Р., Михалик Д. М., Бойко І.В., Попов О.В., Сидорук В.А. Методи математичного моделювання та ідентифікації складних процесів і систем на основі висопродуктивних обчислень. К.: Національна Академія наук України. Інститут кібернетики імені В.М. Глушкова.  2019.  180 с.
2. Петрик М.Р., Хіміч О.М., Бойко І.В., Михалик Д.М., Петрик М.М., Ковбашин В.І. Математичне моделювання теплопереносу та адсорбції вуглеводнів в нанопористих цеолітних каталізаторах систем нейтралізації відпрацьованих газів.  Національна академія наук України Інститут кібернетики імені В.М. Глушкова. 2018. 280 c
3. Грицик В.В., Павлюк О.М., Петрик М.Р., Різник В.В. Дослідження механізмів оцінки інформації у системах сприйняття. Львів :СПОЛОМ, 2018. 340c
4. Сергієнко І.В., Петрик М.Р., Леклерк С., Фресар Ж. Математичне  моделювання  масопереносу в середовищах частинок нанопористої структури. К.: Національна академія наук України. Інститут кібернетики імені В.М.Глушкова. 2014. 210 с.
5. Дейнека В.С., Петрик М.Р., Кане Д. та Фрессар Ж. Математичне моделювання та ідентифікація параметрів масопереносу в неоднорідних і нанопористих середовищах. К.: Національна академія наук України. Інститут кібернетики імені В.М.Глушкова. 2014.182 с.
6. Петрик М.Р., Василюк П.М., Михалик Д.М., Бабій Н.В., Петрик О.Ю. Моделі процесів дифузійного переносу і методи оцінювання параметрів в багатокомпозитних наноплівках. Тернопіль: НТУ імені Івана Пулюя, 2015.  176 с.7. Ленюк М. П., Петрик М.Р. Інтегральні перетворення Фур’є, Бесселя із спектральним параметром в задачах математичного моделювання масопереносу в неоднорідних середовищах  К: Наукова думка, 2000. 372 с.
8. Петрик М., Петрик О. Моделювання програмного забезпечення.  Тернопіль. 2015.  210 с.
Розділи  монографій  видань Європейського Союзу:
1. Petryk M., Ivanchov N., Leclerc S., Canet D., Fraissard J. Competitive adsorption and diffusion of gases in a microporous solid. / In Book: "Zeolites - New Challenges" / Edited by Dr. Karmen Margeta and Dr. Anamarija Farkas. IntechOpen.  London  UK, 2019.
2. Petryk M., Shabliy O., Leniuk M., Vasyluk P. Mathematical modeling and research for diffusion processes in multilayer and nanoporous media/ In Book: “Fluid Transport in Nanoporous Materials”/ C.W Conner and J.Fraissard, Editors. NATO Science Series, Series II: Mathematics, Physics and Chemistry, Volume 219, 639-655. Springer Publishers Netherlands, 2006,.